# جبل الغنة

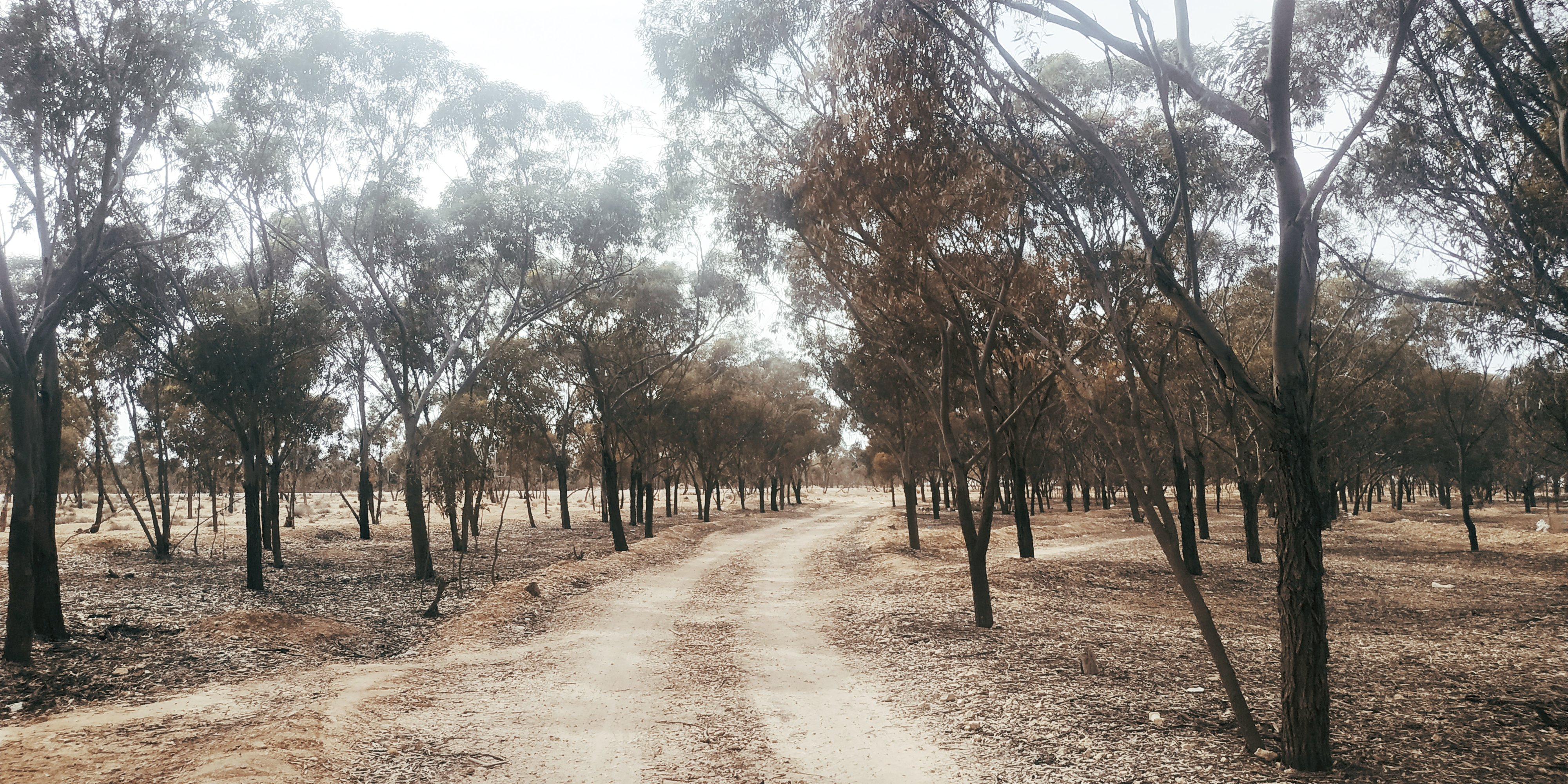
محمية الغنة في صفاقس

الغُنة هو موقع طبيعي يقع في ولاية صفاقس جنوب تونس، ويُغطي مساحة 4 711 هكتارًا. صُنِّف كمحمية طبيعية في عام 2010.